# نهوض الحراس
نهوض الحراس  (بالإنجليزية: Rise of the Guardians)‏ هو فيلم مغامرة أُصدر في الولايات المتحدة سنة 2012.
تبدا القصة في عالم سانتا كلوز حيث يجمعون فريق ليسعدوا الأطفال في العالم ويجعلوهم يصدقون بوجودهم وهم الارنب باني وجنية الاسنان وسنتا كلوز ورجل الرمال فيبدا القمر بالبحث عن شاب قوي وشجاع ليكون حارس وهو جاك فروست الذي يملك قوي خارقة ثلجية فيكتشف انه يملك هذه القوي ولا يعرف من اين اتي وما هو اسمه حيث اخبره القمر باسمة فقام فريق سانتاكلوز باختطافة ليخبرونة بمهمة انه ظهر شبح يسمي نفسة البعبع يقوم هو وجيشة يتدمير أحلام الأطفال في العالم بينما سانتا كلوز والفريق يسعدونهم فتقول جنية الاسنان اجاك فروست انهم سرقوا ذاكرة كل من الأطفال وهو أيضا فتدور احداث الفيلم في اطار كميدي ليحارب جاك فروست الشبح ويسترد ذاكرتة لكي يعرف العالم بوجود جاك فروست وتنتهي القصة بفوز الحراس علي الاشباح ويعيش الأطفال في سعادة

## طاقم التمثيل
- كريس باين
- أليك بالدوين
- هيو جاكمان
- آيسلا فيشر
- جود لو

## الميزانية والإيرادات
بلغت تكلفة إنتاج الفيلم حوالي 145 مليون دولار بينما حقق أرباحا تقدر بـ 303,712,758 دولار.

## روابط خارجية
- نهوض الحراس على موقع IMDb (الإنجليزية)
- نهوض الحراس على موقع ميتاكريتيك (الإنجليزية)
- نهوض الحراس على موقع روتن توميتوز (الإنجليزية)
- نهوض الحراس على موقع نتفليكس (الإنجليزية)
- نهوض الحراس على موقع قاعدة بيانات الأفلام العربية
- نهوض الحراس على موقع ألو سيني (الفرنسية)
- نهوض الحراس على موقع Turner Classic Movies (الإنجليزية)
- نهوض الحراس على موقع أول موفي (الإنجليزية)
- نهوض الحراس على موقع بوكس أوفيس موجو (الإنجليزية)
- نهوض الحراس على موقع فيلمافينيتي (الإسبانية)